# 仙履奇緣3：時間魔法
《仙履奇緣3：時間魔法》（英語：Cinderella III: A Twist in Time）是一部由美國的華特迪士尼製作、於2007年2月7日以錄影帶首映方式發行的電腦動畫電影。它是1950年的電影《仙履奇緣》的平行續集。這部電影的双碟版DVD已经分别由中录德加拉、博伟在中国大陆以及台湾发行。

## 故事內容
故事的結局總是美好的，在灰姑娘仙杜瑞拉與王子結婚一週年的當晚，神仙教母邀請仙杜瑞拉和王子基特一起到湖邊散步、跳舞，還設了晚宴招待。另一方面，由於失去了仙杜瑞拉原本的家，在那過慣奢華生活的安泰西亞和崔西里亞，卻整天在抱怨著做也做不完的家事，這讓她們倆的母親崔梅恩夫人也變得看不起她們。當安泰西亞偷閒之餘，意外發現仙杜瑞拉和王子騎馬到湖邊，她在那裡發現了一個古怪老奶奶（神仙教母）用魔法棒把仙杜瑞拉與王子的衣服變成華服，而就在她愉快的施咒時，神仙教母她的魔法棒不小心正好掉到安泰西亞面前，安泰西亞看到後就把她的魔法棒拿走了。
非常興奮的安泰西亞，就趕快跑回家把撿到的魔法棒拿給母親看，一開始崔梅恩夫人和她姊姊崔西里亞以為安泰西亞發神經了，就在此時她想起魔法咒語「比比迪巴比迪布」時，神仙教母出現來尋找魔法棒，她要求安泰西亞還她魔法棒，安泰西亞不肯，卻不小心施咒讓「魔法反彈」把神仙教母變成一尊石像。然而在得到魔法棒的崔梅恩夫人，首先第一件要事，就是把時間倒回到大公來尋找玻璃鞋主人那一天。當時間順利回到那一天，大公的馬車正好到了她們家門，安泰西亞和崔西里亞就爭先出去迎接大公，而仙杜瑞拉也回到被鎖在閣樓的房間裡。當大公到來要唸宣言時，崔梅恩夫人示意大公說她們知道怎麼回事，就叫安泰西亞去試玻璃鞋。安泰西亞在試玻璃鞋時，被崔梅恩夫人用魔法棒一指，玻璃鞋就適合了安泰西亞的腳，讓大公以為他找到玻璃鞋的主人了。在仙杜瑞拉出來後，卻發現一切都太遲了，因為大公要帶著安泰西亞走，而她的繼母崔梅恩夫人此時阻止了她，並警告她要她遠離王宮。什麼都不知情的仙杜瑞拉，沒有料到所有一切都改變了。
進到王宮的安泰西亞和崔西里亞，對於王宮的一切都非常驚奇，而大公告訴她們，他正在等國王的指示和吩咐。另一方面，仙杜瑞拉為了和王子見上一面，假裝成應徵王宮的捕鼠女傭，而在傑克與葛斯的幫助下讓她順利進到城堡裡。在王子見到安泰西亞時，一開始王子發現女孩不如他所想，就在要打發她們回府時，崔梅恩夫人就偷偷用魔法迷惑了王子，讓他以為當時和他跳舞的正是安泰西亞。在結束會面的王子出來後，仙杜瑞拉找到了王子，並問王子是否記得她，但受到魔法控制的王子，卻一點也記不得仙杜瑞拉，這讓仙杜瑞拉十分傷心。不久追過來的王宮女傭長-普露登絲把仙杜瑞拉帶走，關到地窖裡。來到地窖的傑克與葛斯把看到崔梅恩夫人所做的一切都告訴仙杜瑞拉，說是崔梅恩夫人拿了神仙教母的魔法棒，並用魔法控制王子，讓仙杜瑞拉明白這一切都是她繼母對她所做的干擾。
安泰西亞與國王會面後，得到了國王給她的真愛信物，可是卻讓安泰西亞非常迷惑，在她回到被安排的房間裡，對母親使用魔法起了疑惑，甚至覺得不該使用魔法迷惑王子。另一方面，在傑克與葛斯的幫助下逃出來的仙杜瑞拉，來到了安泰西亞被安排的房間，並要傑克與葛斯去拿回魔法棒試圖使一切復原。就在拿的途中，傑克與葛斯不小心把睡在地上的壞貓魯斯佛的尾巴踢到壁爐的煤炭上，使的他尾巴著火並痛得死去活來，慌亂中他卻把房裡的一切都破壞。在騷動停止後，仙杜瑞拉戴著偽裝用的連身帽假裝是王宮的打掃女傭，並在那裡拖時間讓傑克與葛斯去拿魔法棒，可是水桶的倒影反映出仙杜瑞拉的面孔，馬上就被崔梅恩夫人識破了。同時傑克和葛斯順利拿到魔法棒，但卻被魯斯佛發現而被追逐。被發現真面目的仙杜瑞拉想要逃離那裡，卻被崔梅恩夫人以一個賊的身分被王家侍衛逮捕。在崔梅恩夫人拿回魔法棒後，並示意侍衛們要他們把仙杜瑞拉帶到外國的船上，永遠放逐她。
受到困惑的王子，此時在鳥兒的牽引下見到仙杜瑞拉的老鼠傑克與葛斯，並對王子說明事情原委，可是王子卻不解。隨後鳥兒他們把摔的粉碎後拼湊起來的另一只玻璃鞋拿給王子看，然後傑克對王子說出其實仙杜瑞拉才是玻璃鞋的真正主人。在得知真相的王子想要出城找仙杜瑞拉時，卻被在試衣的國王發現王子的不尋常舉動，並想盡各種方法阻止王子出門，不過王子卻都一一通過，並順利出城門去找仙杜瑞拉。另一方面要被放逐的仙杜瑞拉被王家侍衛帶上船，而船剛要開，王子就正好趕上，順利救回仙杜瑞拉。崔梅恩夫人此時十分著急，這時崔西里亞在窗外看到王子和仙杜瑞拉回來，讓她發現事跡敗露了，國王下令要侍衛抓她們，崔梅恩夫人就利用魔法棒把她們三人變不見，侍衛一到發現她們消失了。
在王子允諾要娶仙杜瑞拉為妻後，國王非常高興。當仙杜瑞拉在她的老鼠和鳥兒朋友的幫助下打扮時，她的繼母崔梅恩夫人突然出現，說她很漂亮，並告訴仙杜瑞拉說王子會娶她，不過娶的是變成仙杜瑞拉模樣的安泰西亞。仙杜瑞拉在問安泰西亞是否愛王子時，她和老鼠朋友們卻被崔梅恩夫人用魔法一起變到一個施了魔法的南瓜裡，當仙杜瑞拉想向一旁的馬兒求救時，馬兒受到驚嚇想要逃跑，可是卻被南瓜藤蔓架住變成一輛馬車，同時崔梅恩夫人對貓咪魯斯佛施了魔法，把他變到仙杜瑞拉的南瓜車上，之後他轉變成一個人類馬車夫，並駕車把仙杜瑞拉帶走，依照崔梅恩夫人的吩咐要處理掉她。仙杜瑞拉不久利用機智從南瓜中脫困，並把魯斯佛從駕駛的馬車上丟到一旁水裡，魔法失效的魯斯佛變回貓的模樣。順利脫困的仙杜瑞拉一路騎馬趕到城堡去。
另一方面國王牽起變成仙杜瑞拉的安泰西亞的手帶到王子和主教面前，正當主教在宣讀結婚宣言時，繼母發現真正的仙杜瑞拉回來了，暗示要安泰西亞趕快說「願意」，可是出乎意外的安泰西亞卻對王子說「不願意」，因這舉動惹惱了崔梅恩夫人。仙杜瑞拉在傑克與葛斯的幫助下順利進到王宮，也順利見到變成她模樣的安泰西亞，看到兩個仙杜瑞拉出現的主教這時卻被嚇昏了。在國王下令要侍衛逮捕崔梅恩夫人時，她就拿出魔法棒一指把侍衛們變成雞、豬和兔子等動物的模樣，後來在崔西里亞教唆母親要對安泰西亞施法變成蟾蜍時，仙杜瑞拉挺身擋住安泰西亞，之後她們卻被王子以劍抵擋魔法，結果讓魔法反彈把崔梅恩夫人和崔西里亞都變成了蟾蜍。
安泰西亞知道王子其實是愛仙杜瑞拉的，並在撿回魔法棒後，把自己變為原樣，心裡祝福仙杜瑞拉。在仙杜瑞拉從安泰西亞那拿到魔法棒後，把變成石像的神仙教母變回原樣。後來安泰西亞想退回國王給她的信物，但國王告訴她，每個人都會有真愛，所以要她留著。在國王說出誰要嫁給王子時，仙杜瑞拉說出「我願意」時，主教醒了過來，並宣布他們是夫妻了。在安泰西亞、神仙教母、傑克與葛斯還有眾人的祝福下，仙杜瑞拉和王子終於再次過著幸福快樂的日子。在魔法失效後，變回原樣的崔梅恩夫人和崔西里亞卻淪落為打掃女傭。在故事的片尾曲中，顯示安泰西亞也找到了自己的真愛，回應了國王的信物。

## 配音员
| 配音                        | 配音     | 配音                | 配音     | 角色                                  |
| 英語                        | 國語     | 粵語                | 中国大陆 | 角色                                  |
| --------------------------- | -------- | ------------------- | -------- | ------------------------------------- |
| 珍妮弗·哈爾 塔米·塔潘（唱） | 王華怡   | 杜雯惠 高少華（唱） | 白雪     | 仙度瑞拉（Cinderella）                |
| 克里斯多夫·丹尼爾·巴尼斯    | 柳超堅   | 劉昭文              | 金永钢   | 白馬王子（Prince Charming）           |
| 苏珊·布莱克史利             | 鄭仁麗   | 梁珊                | 王博     | 崔梅恩夫人（Lady Tremaine）           |
| 崔西·馬可尼爾               | 林芳雪   | 姚潤敏              |          | 安泰西亞·崔梅恩（Anastasia Tremaine） |
| 露西·泰勒                   | 劉小芸   | 黃鳳瓊              |          | 崔西里亞·崔梅恩（Drizella Tremaine）  |
| 露西·泰勒                   | 崔幗夫   | 謝月美              | 晏积瑄   | 神仙教母（The Fairy Godmother）       |
| 安德魯·石拓卡               | 佟紹宗   | 李忠強              | 张瑶函   | 國王（The King）                      |
| 哈蘭德·泰勒                 | 孫若瑜   | 龍寶鈿              |          | 普露登絲（Prudence）                  |
| 羅伯·保羅森                 | 洪明     | 羅君左              |          | 公爵（The Grand Duke）                |
| 羅伯·保羅森                 | 姜先誠   | 關信培 陶贊新（唱） |          | 杰克（Jaq）                           |
| 科瑞·波頓                   | 李英立   | 吳錦源 黃偉年（唱） |          | 葛斯（Gus）                           |
| 法蘭克·華爾克               | 使用原音 | 李忠強              |          | 魯西法（Lucifer）                     |

## 外部連結
- 互联网电影数据库（IMDb）上《仙履奇緣3：時間魔法》的资料（英文）
- AllMovie上《仙履奇緣3：時間魔法》的资料（英文）
- 豆瓣电影上《仙履奇緣3：時間魔法》的資料 （简体中文）
- 爛番茄上《仙履奇緣3：時間魔法》的資料（英文）